# Spergularia collina
Spergularia collina är en nejlikväxtart som beskrevs av Ivan Murray Johnston. Spergularia collina ingår i släktet rödnarvar, och familjen nejlikväxter. Inga underarter finns listade i Catalogue of Life.